# Slaget vid Chamkaur
Slaget vid Chamkaur, en skärmytsling som stod i Chamkaur i den nuv. indiska delstaten Punjab 22 december 1704 mellan sikhernas härskare Guru Gobind Singh och styrkor i stormogulens armé.
Sedan gurun och hans följe på 40 sikhkrigare slagit läger i ett litet fort i staden Chamkaur omringades de av stormogulens män. Efter en dags strider hade nästan alla sikher, däribland två av guruns egna söner, stupat för fienden, men innan man helt gav tappt lyckades gurun själv undkomma.